# 开封师范高等专科学校
开封师范高等专科学校位于开封市中山路北段114号，座落在龙亭公园潘家胡、杨家湖畔，是一所专门培养初中师资的全日制师范高等学校。学校于2000年6月并入河南大学。

## 历史
1908年4月，在北宋紫禁城南信陵书院故址创建中州女学，1910年改为河南女子师范学堂，1924年改为省立开封女子师范学校。1949年以后，更名为河南省立开封艺术学校，1958年经国务院批准为开封师范专科学校。1963年改为中师。1977年始办师范大专班。1984年5月经河南省政府批准恢复为开封师范专科学校。1992年国家教委批准改为开封师范高等专科学校。 

## 概况
并入河南大学以前，学校设有中文、历史、英语、艺术（音乐、美术）、数学、物理、化学7个系8个专业和1个成人教育中心，在校生1200人。全校有教职工372人，其中高级职称教师45人，中级职称教师124人。有一座3900平米、图书资料近30万册的图书馆，有物理、化学等10个实验室，有微机中心、电化教育中心和语言实验中心，固定资产800多万元。 近10年来学校共培养合格初中师资6000多人。